# Amt Gägelow

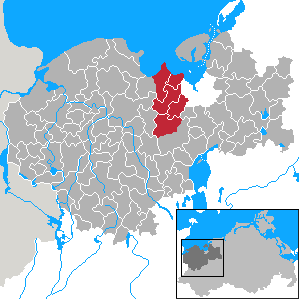
Amt Gägelow im Landkreis Nordwestmecklenburg

Im Amt Gägelow im Landkreis Nordwestmecklenburg in Mecklenburg-Vorpommern mit Sitz in Gägelow waren die fünf Gemeinden Barnekow, Gägelow, Gramkow, Groß Krankow und Zierow zur Erledigung ihrer Verwaltungsgeschäfte zusammengeschlossen. 
Das Amt bestand nur wenige Jahre und wurde am 1. Januar 2005 aufgelöst. Die Gemeinden Gramkow (Zusammenschluss am 1. Januar 2005 mit Groß Walmstorf zur neuen Gemeinde Hohenkirchen) und Zierow wurden in das Amt Klützer Winkel mit Sitz in Klütz eingegliedert. Gägelow und Barnekow sowie Groß Krankow (Zusammenschluss am 13. Juni 2004 mit Beidendorf und Bobitz zur neuen Gemeinde Bobitz) wurden dem Amt Dorf Mecklenburg-Bad Kleinen mit Sitz in Dorf Mecklenburg zugeordnet.